# キリマンジャロ
キリマンジャロ（スワヒリ語: Kilimanjaro） はタンザニア北東部にある山で、標高5895 m。アフリカ大陸の最高峰。山域がキリマンジャロ国立公園に指定されている。山脈に属さない独立峰としては世界で最も高いとされる。

## 概要
キリマンジャロは、赤道から南に約340 kmの南緯3度、アフリカ大地溝帯の東リフト・バレーに位置する。東西約50 km、南北30 kmの山体をもつ大型の成層火山である。西から東へ並ぶ、シラ峰（Shira、3962 m）、キボ峰（Kibo、5895 m) 、マウエンジ峰（Mawenzi、5149 m）の3つの主な成層火山から成り、山体中央にあるキボ峰が最高峰である。
キボ峰の山頂は、直径2.5 kmのカルデラと、その内側の直径900 m火口と、中心の直径200 mのAsh pitと呼ばれる小火口で構成されている。最高地点はこのキボ峰の直径900 m火口の南縁にあり、スワヒリ語で「自由」を意味するウフル(Uhuru)と呼ばれている。これは1961年のタンザニア独立を記念して命名されたものである。
キリマンジャロの「キリマ（kilima）」はスワヒリ語で「山」、「ンジャロ（njaro）」はチャガ語で「白さ」であり、全体として「白く輝く山」を意味するというのが通説だが、実は正確な語源ははっきりしていない。3つの峰の名前もチャガ語に由来するといわれているが、こちらも語源についても諸説挙げられている。マサイ人はこの山をンガジェンガ（ンガイエ・ンガイ、神の家）と呼ぶ。

## 地史
キリマンジャロ火山の最古の活動の中心はシラ峰で250万年前までに始まっている。ただしシラ峰の活動初期は明確ではない。シラ峰では190万年前に北側に大規模な崩壊を起したようである。
100万年前になると、活動の中心はマウエンジ峰とキボ峰の位置に移った。 マウエンジ峰では49.2–48.8万年前に活動を終えた。しかしキボ峰は活動を続け、15–20万年前に現在の山頂火口を形成し、また北西から南東にかけて多数の側火山帯をつくった。歴史上の噴火は記録されていないが、頂上噴火口での噴気活動があり、また完全に活動を終えていない可能性がある。

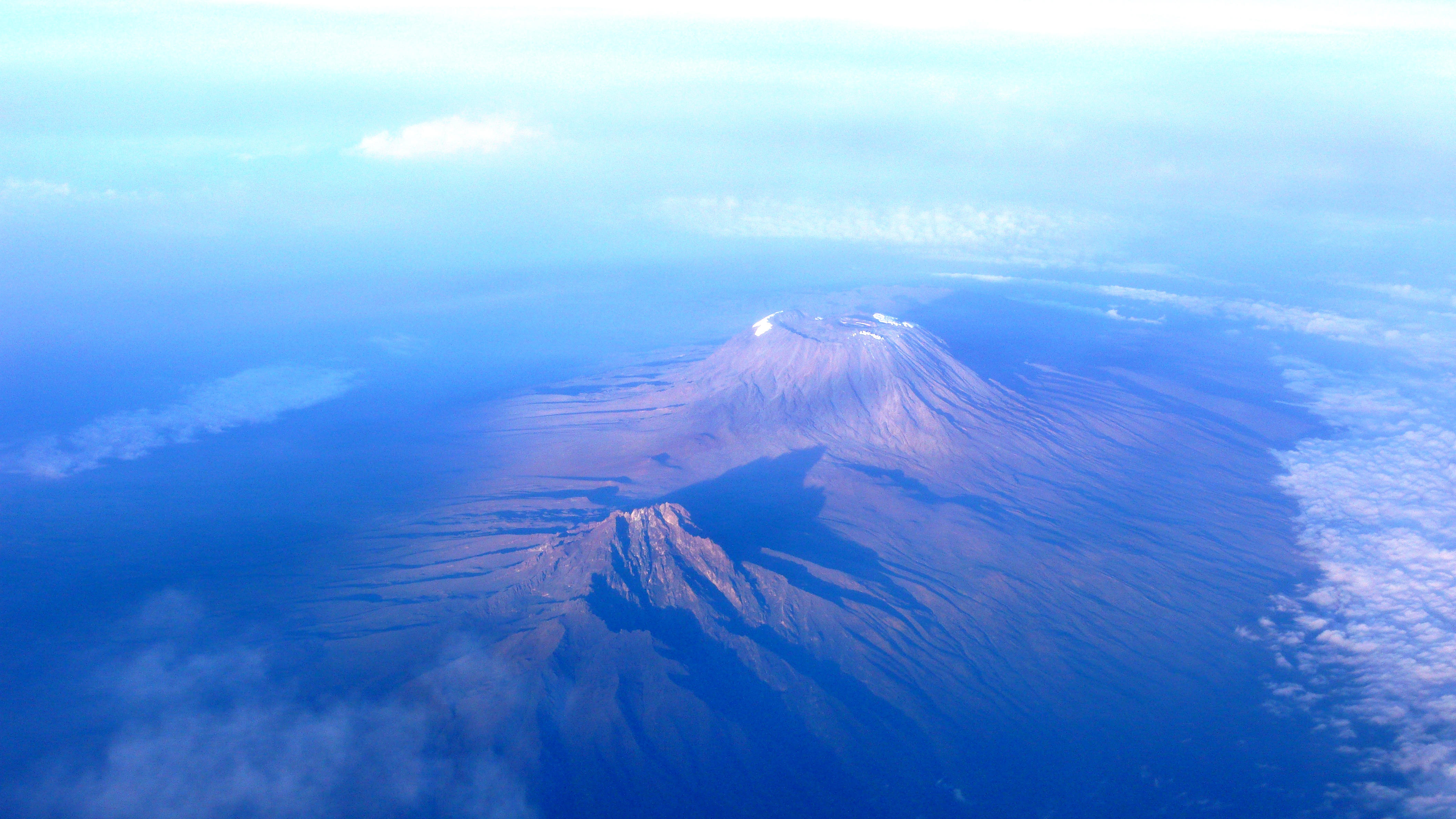
空撮
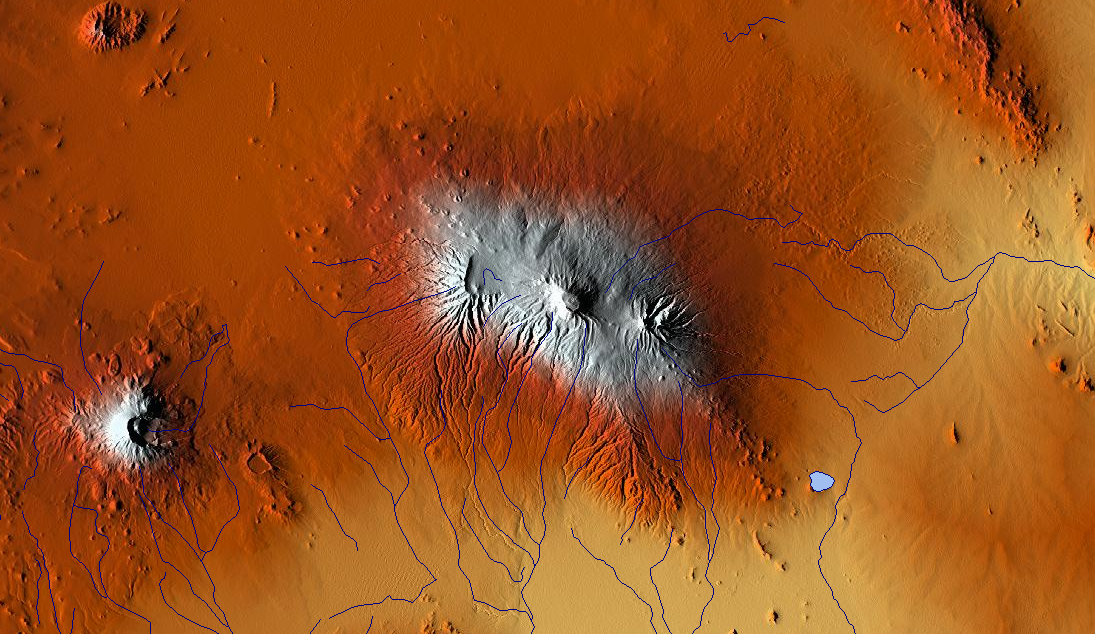
キリマンジャロ周辺の地形図
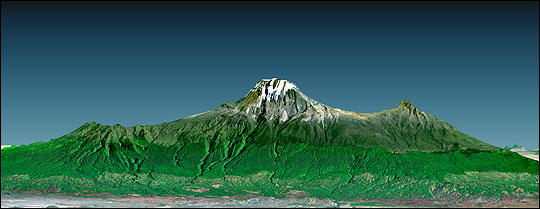
南側（タンザニア側）から、高さは2倍に誇張されている 右から、シラ峰(Shira)、キボ峰(Kibo)、マウエンジ峰(Mawenzi)
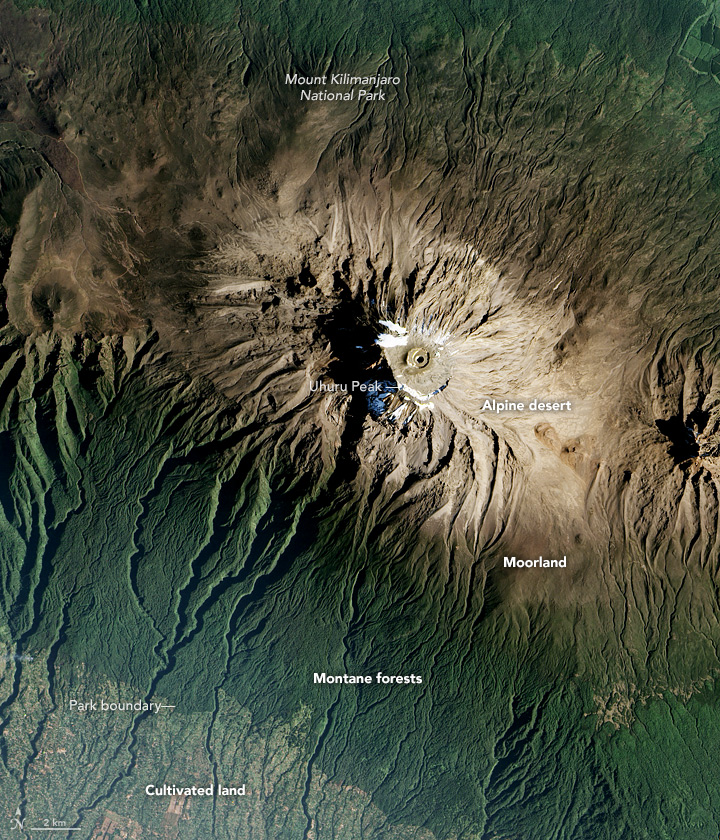
衛星写真
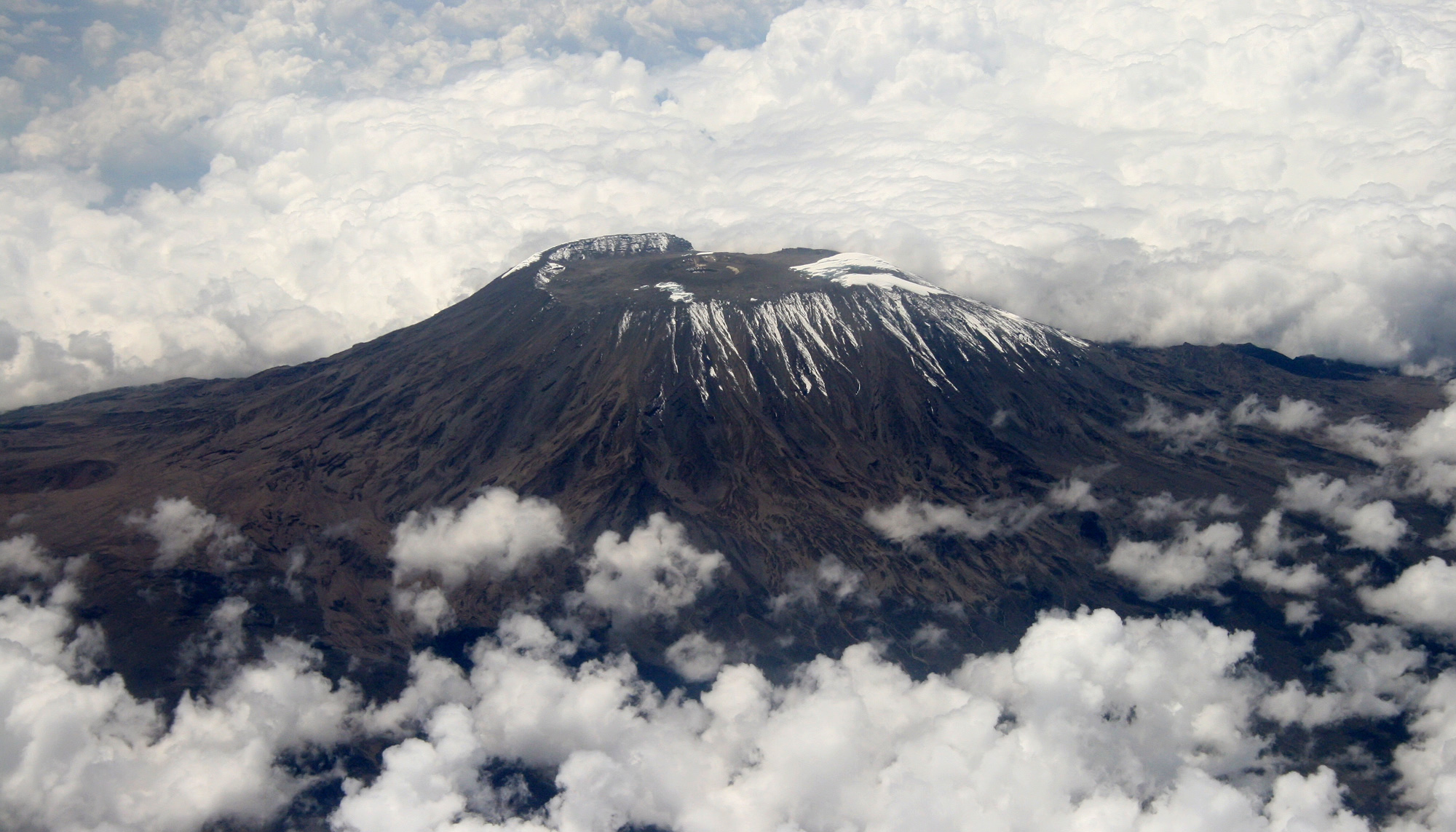
キボ峰、2009年
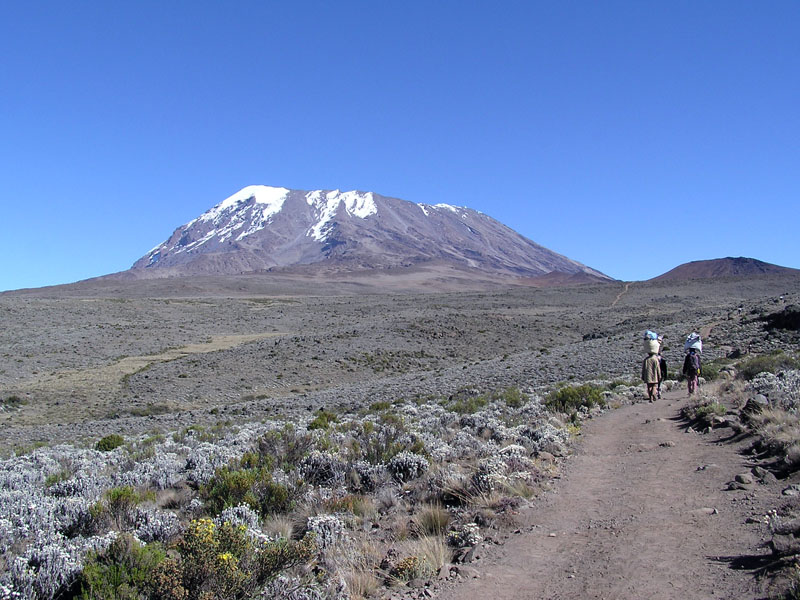
キボ峰（最高峰）
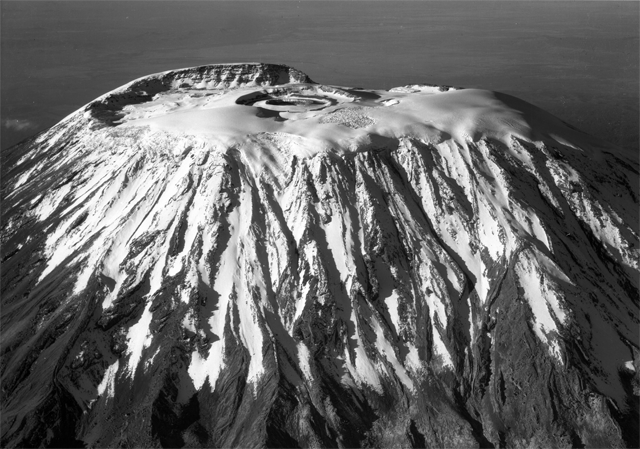
キボ峰の山頂（1938年）
キボ峰の山頂火口（1930年頃の空撮）
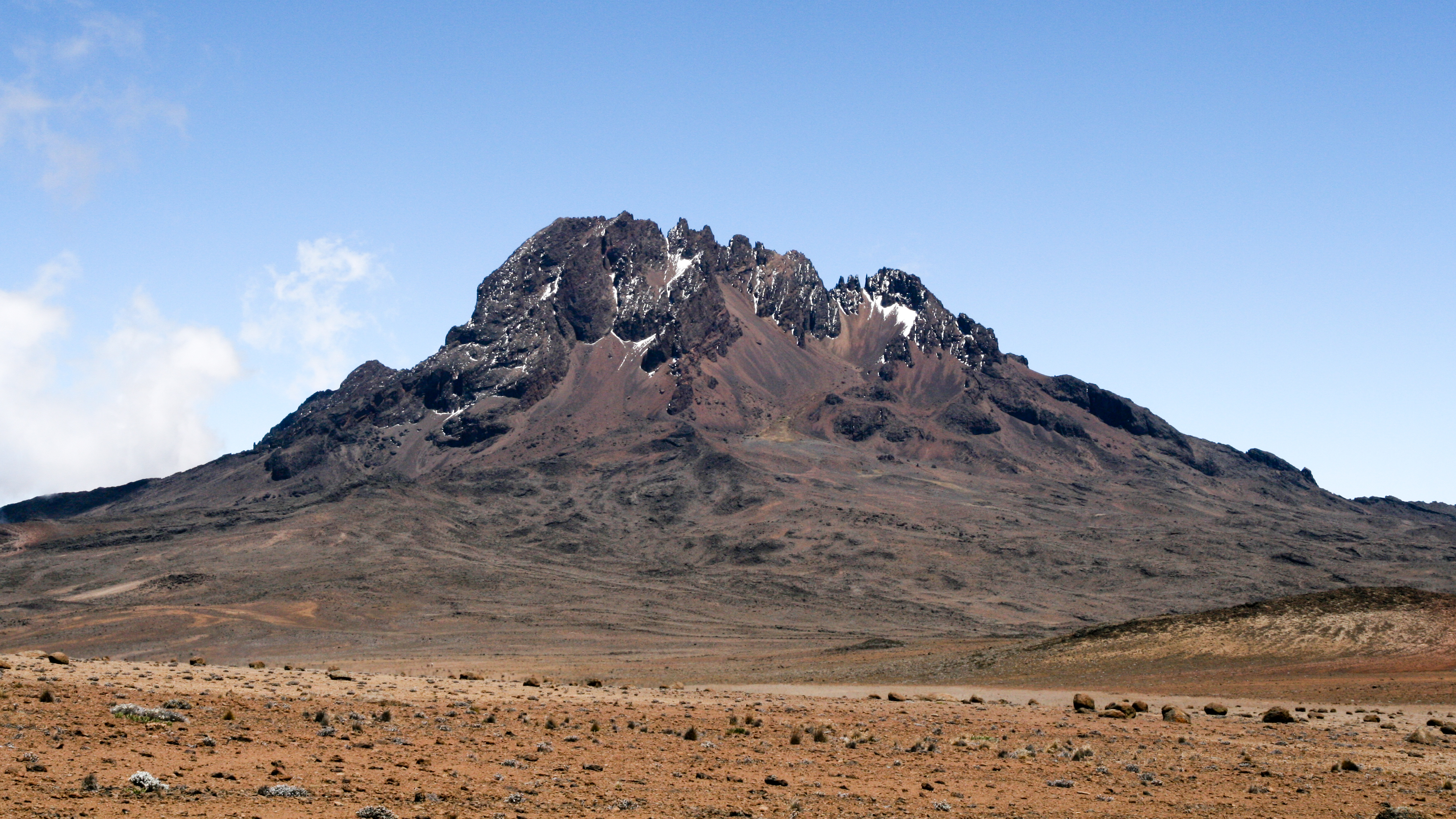
マウエンジ峰

## 地理
キリマンジャロは、タンザニア最大の都市で旧首都のダルエスサラームからは500 km北西に位置する。山体の大部分がタンザニア領のキリマンジャロ州に属する。北麓から東麓にかけてタンザニアとケニアの国境線が走っており、ケニア側は、リフトバレー州・海岸州に属し、同国のアンボセリ国立公園などが広がっている。北北西に200 kmほどの位置にケニアの首都ナイロビがある。
キリマンジャロは独立峰であるが、西南西70 kmの地点には大型のメルー山（4562 m）がある。南東の方向には標高2463 mのパーレ山脈や、それに続くウサンバラ山地があり、インド洋近くまで山並みが続いている。
キリマンジャロ周辺には適度な雨があり、キリマンジャロの雪解け水などもあるだけでなく、周囲から流れ込んだ風が上昇気流となって山体を上がる内に冷やされ中腹域では年中雨が降る。そのため、南のタンザニア側からはパンガニ川、北のケニア側からはツァボ川などが流れ出している。パンガニ川が南から南東へ流れてインド洋へと注ぎ、ツァボ川はほぼ真東に流れてやはりインド洋にそそぐ。
また、キリマンジャロ山体から直接地下に潜って伏流水となり、周辺地域で湧水となって湧き出す水も多く、北側山麓のケニア領アンボセリ国立公園には大きな湧水地があって周辺は湿地帯となっている。アンボセリの乾燥化が進む中、この湿地帯は拡大傾向にある。アンボセリの北は、キリマンジャロから吹き付ける乾燥した風によって降水量が少なく、ニーリ砂漠と呼ばれる砂漠に近い半乾燥地となっている。東側のツァボ国立公園の象は赤土を浴びる習性で知られ、アカゾウとも呼ばれるが、とくに雨期にキリマンジャロの麓にいた象が一帯が乾燥する乾期になると湧水による水場やヌタ場を求めて山腹をのぼる習性でも知られる。
東麓の国境にチャラ湖があるが、これはキリマンジャロ火山の側火山で、キリマンジャロから流れてきた地下水が湧き出して湖となっている。タベタの南には、やはり両国の国境線上に位置するジペ湖がある。この湖の水源もキリマンジャロの雪解け水であり、湖は西ツァボ国立公園に属している。
キリマンジャロは標高が高いため高山気候となり、標高によって植生が違い、山頂部には氷河が存在する。山麓の標高1000 mから1900 mまでは降水量が750 mmから1000 mm程度のサバンナであり、コーヒーなどのプランテーションや農地が拓かれている。その上、3000 mまでは森林地帯であり、降雨量も最も多い。この森林地帯は2500 m近くで二分されており、下部は降水量が1000 mmから1700 mm程度ある熱帯雨林、上部は2000 mmから3000 mmの降雨があってキリマンジャロで最も降水量が多い地帯となっており、雲霧林となっている。ほぼ3000 mで森林限界となり、ここで樹林帯は途切れて草地やまばらな低木が広がるようになる。4400 mで植生の限界となり、これ以上は砂礫や岩石のみが広がる。5500 m以上は氷雪地帯であり、氷河が広がる。氷期には氷河の先端は3660 m地点にまで達していた。

## 氷河

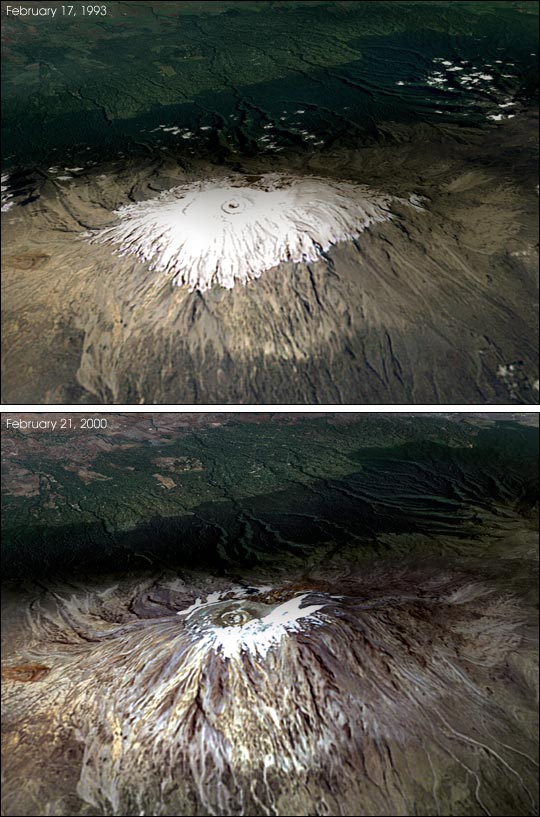
キボ峰の氷冠
上：1993年、下：2000年

赤道付近にもかかわらず、キボ峰の頭頂部には、20世紀後期までレブマン氷河などの巨大な氷河が存在していた。最大のものはレブマン氷河(Rebmann Glacier)であるが、ほかにもアロー氷河(Arrow Glacier)、バランコ氷河(Barranco Glacier)、クレデナー氷河(Credner Glacier)、デッケン氷河(Decken Glacier)、東氷床(Eastern Ice Field)、フルトウェングラー氷河(Furtwängler Glacier)、ヘイン氷河(Heim Glacier)、ケルステン氷河(Kersten Glacier)、ペンク氷河(Penck Glacier)、ラトゼル氷河(Ratzel Glacier)、アーリグ氷河(Uhlig Glacier)といった氷河が存在する。この氷河はその時期の気候によって消長を繰り返しており、最終氷期には現代の氷河よりもはるかに下方にまで氷河が伸びていた。

### 縮小
山上では現在でも年間を通して氷雪を見ることができるとはいえ、近年は気候変動（降水量の減少など）にともなって規模が極端に縮小、19世紀末に比べて2000年には氷河は12%にまで縮小し、1970年代に比べても2002年には半分以下になっている。国連・世界気象機関の2021年版報告書によれば、氷河はこの1世紀余りですでに80％以上縮小し、「2040年代までに完全に消滅する可能性がある」とされている。

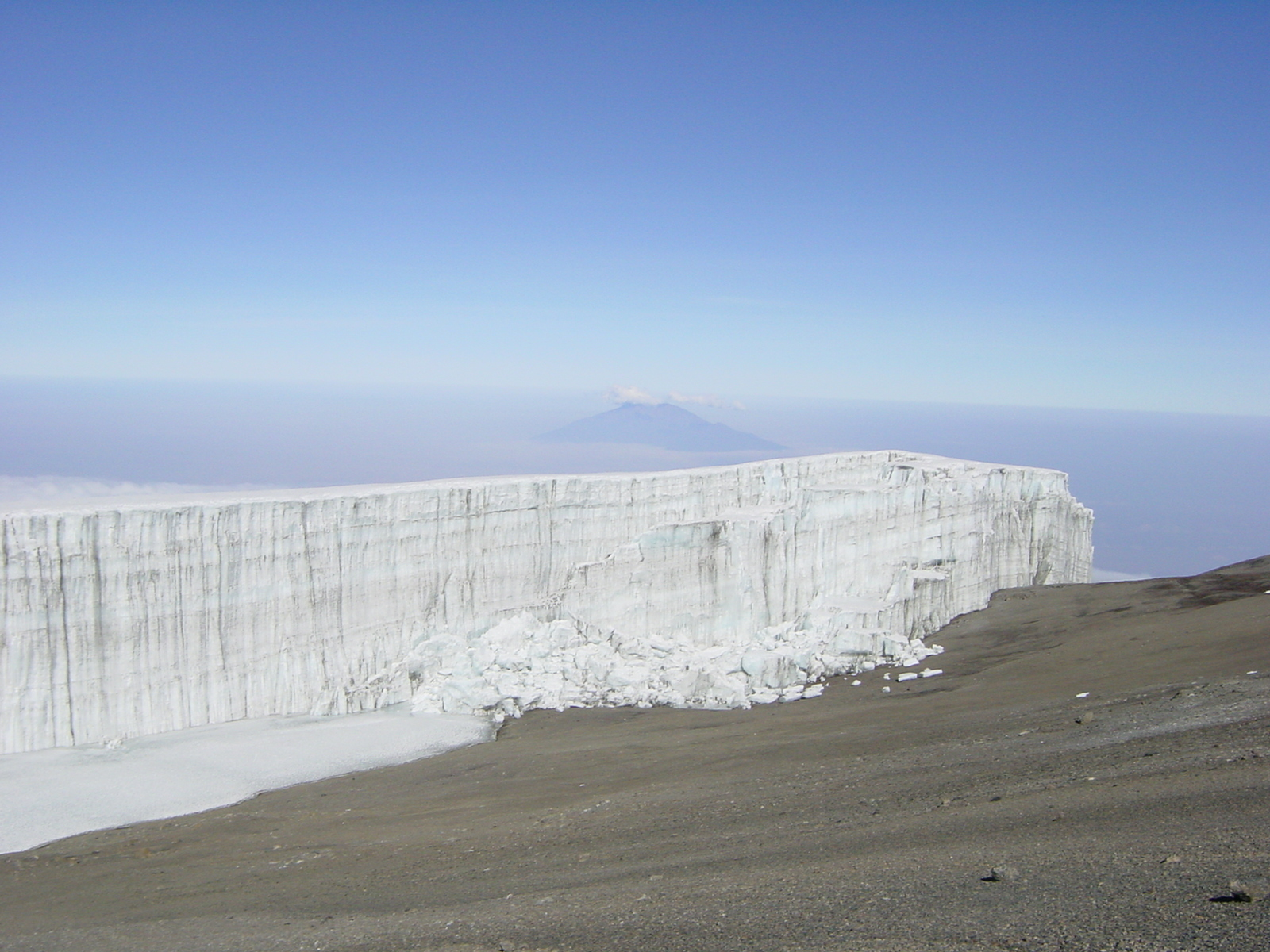
キボ峰のレブマン氷河、2005年

この原因については、地球温暖化の影響によるものだという説と、降雪量の減少とともに常に山頂近くの気温が氷点下となっているため、山頂部の氷が直接昇華してしまい、消えていくといった地域的な要因によるものだという説があり、原因がはっきりと確定しているわけではない。
キリマンジャロの山頂付近の気温はこの100年で0.5 °Cしか上昇しておらず、このことが氷河減少が温暖化が原因のものではないとする論の有力な根拠となっている。それに対し、山頂付近の降水量はこの100年で20 %以上の減少を示している。水野一晴京都大学教授らによる2016年8月の調査では、溶けた氷が再氷結したようなつらら状の痕跡を複数確認。昇華と温暖化が両方作用していると推測している。

## 歴史

### 古代
現代においてキリマンジャロ山麓地方の主要な住民であるチャガ人は、すくなくとも1100年ごろまでにはキリマンジャロの南山麓に定着していたと考えられている。チャガ人はバナナを中心とする集約的な高地農業の技術を持っており、キリマンジャロ山麓の気候はこの農法に非常に適していたため、チャガ人社会は拡大し、この地方に強固な基盤を築くこととなった。また、キリマンジャロで数を増やしたチャガ人はいくつかのサブグループに分かれ、一部は他地域へと移住していった。このころ北東山麓にはオンガモ人が移動してきていた。キリマンジャロの周辺の乾燥した平原には牧畜民が居住しており、山麓の農耕民と活発な商取引きを行っていた。

### ヨーロッパ人による「探検」
1847年、ケニアの東海岸で布教をしていたヨハン・ルートヴィヒ・クラプフ、ヤーコプ・エアハルト、ヨハネス・レブマンの三人のドイツ人宣教師は、内陸部に頂上が銀でおおわれた高い山があることを聞いた。この話に興味を持った3人は内陸部に調査に出かけることにし、3人のうちのレブマンが内陸部へと向かった。1848年5月11日、レブマンは内陸部のチャガ人の土地で、頂上が白くおおわれた高山を「発見」する。海岸に戻ったレブマンはヨーロッパにこの高山のことを報告したが、頂上が雪に覆われているというレブマンの報告は、熱帯に雪が存在するはずがないというヨーロッパの地理学者の受け入れるところとはならなかった。
ヨーロッパ人による登頂の試みは、ドイツ人将校カール・クラウス・フォン・デア・デッケンとイギリス人の若い地質学者リチャード・ソーントンによる1861年のものが最初であるが、彼らは8200フィート（2500 m）の地点までしか到達できなかった。1862年には、フォン・デア・デッケンはオットー・ケルステンとともに再度の挑戦を行い、14000フィート（4280 m）の地点まで到達した。
ヨーロッパ列強によるアフリカ分割が進んでいくとキリマンジャロはイギリス植民地領（現在のケニア）とドイツ領タンガニーカの境界線に位置するようになったが、後に、アフリカ最高峰だと知ったドイツ皇帝ヴィルヘルム1世は、イギリスに国境線の変更を要求する。結局、その要求は受け入れられ、1885年のベルリン会議においてこの地域はヴィルヘルム1世の誕生日のプレゼントとしてイギリスからドイツへと割譲された。このため、当初直線だった国境は、キリマンジャロ付近で大きくケニア側に湾曲した線になっており、山麓部分も含めた山体すべてがタンザニア領となっている。

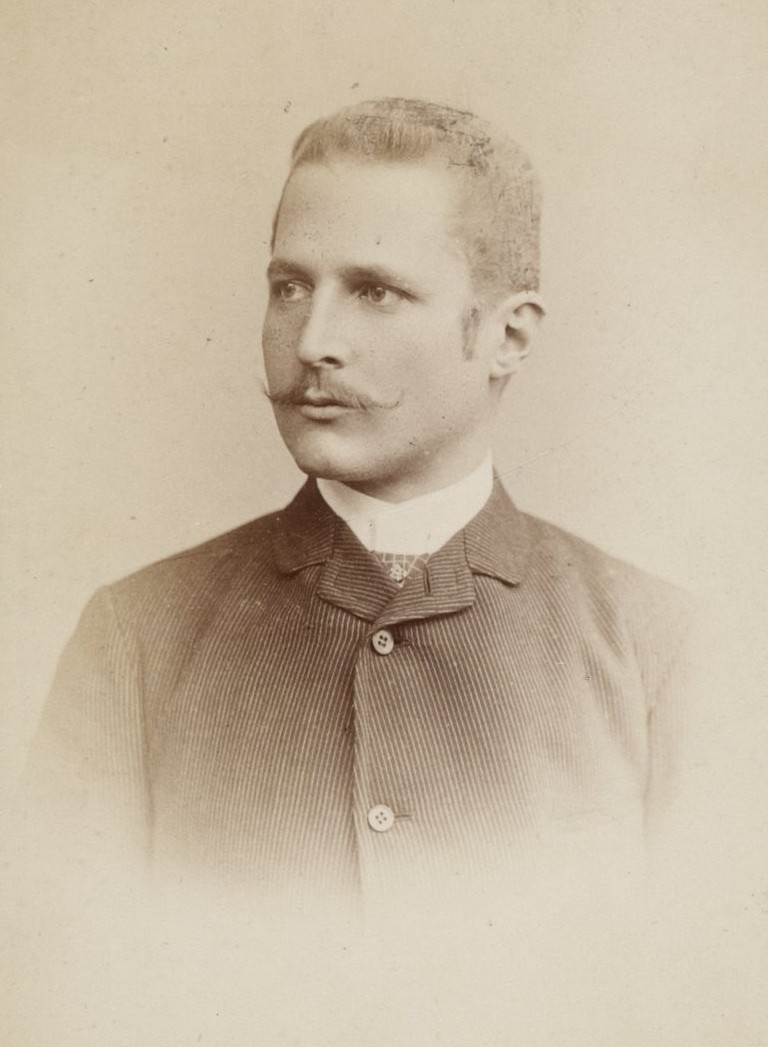
初登頂を成し遂げたハンス・メイヤー

1887年にはドイツ人地質学者のハンス・メイヤー (地質学者)が登頂を試み、キボ峰のふもとにまで達したが、キボ峰の雪や氷に対処する装備を持っておらず、引き返すことを余儀なくされた。翌年の1888年、メイヤーは地図製作者のオスカー・バウマンとともに再び登頂を目指したが、タンガニーカ海岸部で勃発したアブシリの乱によって中止を余儀なくされた。二人は反乱軍に捕らえられ、1万ルピーの身代金を支払うまで解放されなかった。1889年、メイヤーはオーストリア人の登山家Ludwig Purtschellerとともに3度目の登頂を目指した。この一行は2人の地元首長と9人のポーター、コック、ガイドからなっていた。モンバサから徒歩ではじめたこの試みは、あらかじめ各地に食糧供給用のキャンプを設置しておいたことからうまくいった。二人は凍った斜面を登った後、10月3日に火口の縁に到達し、10月6日にキボ峰の頂点に到達した。

### 近代
1900年ごろからは南麓でチャガ人がコーヒー栽培を開始し、1921年には海岸のタンガ港から南麓のモシまで鉄道が開通した。これによってキリマンジャロ地方の開発が進展し、モシはコーヒーの集散地として都市化していった。1961年にタンガニーカが独立すると、キリマンジャロもその領土の一部となった。独立し、1964年にザンジバルを合わせてタンザニア連合共和国となった新政府はウジャマー村と呼ばれる集村化と共同農場化を進めたが、キリマンジャロ山山麓はコーヒー生産を武器とした豊かな農業先進地区であり、こういった共同農業化はほとんど行われなかった。結果的にこれが奏功し、ウジャマー政策が失敗に終わってもキリマンジャロ山麓地域の打撃は比較的軽微なものにとどまった。
1973年に山域の一部、75575 haがキリマンジャロ国立公園に指定され、1987年にキリマンジャロ山域を含むキリマンジャロ国立公園が、世界遺産に登録された。

## 地域経済

### 観光
キリマンジャロ山麓で最も大きな都市は、南麓の中央部にある人口18万人のモシ市である。モシ以外には、キリマンジャロ山麓に都市らしい都市は存在しない。モシの主産業は、キリマンジャロコーヒーに代表されるキリマンジャロ山麓の農産物の集散と、キリマンジャロ山への登山客を相手とした観光業である。
モシには観光客相手のホテルのほか、登山客を対象としたガイドやポーターも多くいる。ただし、キリマンジャロ山の観光客がすべてモシの街を拠点とするわけではない。
モシの西80 kmの地点にあるアルーシャの街は、キリマンジャロとは別の独立峰であるメルー山の南麓にある町であり、キリマンジャロからは70 kmほど離れているが、モシと同じくキリマンジャロ観光の拠点となっている。これは、アルーシャの西にはンゴロンゴロ保全地域やセレンゲティ国立公園などが広がり、キリマンジャロとセットでサファリ観光を行う際に拠点としやすいことや、人口が41万人とモシの2倍近くあり、その分ホテルのキャパシティも大きいこと、ナイロビから南下してくる幹線道路がアルーシャへと直接つながっていることなどがあげられる。

### 農業
この山の南麓に住むチャガ人は勤勉な農民として知られ、1900年ごろからコーヒーの栽培を開始。キリマンジャロから灌漑水路を引くことで安定した生産を可能にし、1932年には協同組合「キリマンジャロ原住民共同組合連合会」を組織して品質の維持に努めた結果、南麓で栽培されるコーヒーはコーヒー豆の銘柄「キリマンジャロ」としてブランド化し、高い評価を得るようになった。これにより、南麓のモシは都市として発展するようになり、農産物の集散地や観光の拠点となっている。キリマンジャロ山麓は適度な降雨に恵まれ土地も肥沃であるため、タンザニアでも特に人口密度の高い地域となっている。山麓ではコーヒーに限らず、バナナやサイザル麻、トウモロコシなども盛んに栽培されており、タンザニア有数の肥沃な農業地帯となっている。トウモロコシとコーヒーは生育条件が全く違うため、コーヒーは標高の高い土地で、トウモロコシは標高の低い土地で栽培されるが、陰樹であるコーヒーと大きく成長するバナナとは共存できるため、この地域の小農民はまずバナナを育て、この木陰で商品作物として現金収入をもたらすコーヒーを栽培し、さらにその根元でイモ類や豆類などを栽培し、自給用作物と商品作物を同じ畑で同時に栽培している。これらの小農民のコーヒー畑は標高の高い土地にあり、コーヒー豆の風味に定評がある一方、それよりやや低い土地には外国人などによる大規模コーヒー園が広がっている。コーヒーの風味には1日の気温差が重要であるため、このコーヒー園におけるコーヒーの評価はやや低い。キリマンジャロ産のコーヒーの最大消費者は日本であり、特に高品質の豆の多くは日本へと輸出される。
また、上記のような高度による果樹建材林・バナナ林・コーヒー低木・菜園の4層からなる作物の植え分けおよび、樹木と作物の混合農業（いわゆるアグロフォレストリー）は伝統農業として高く評価され、Shimbwe Juu Kihamba Agro-forestry Heritage Site （シンヴェジュキとハンバの混農林業）として世界重要農業遺産システム（いわゆる世界農業遺産）に登録されている。キリマンジャロ山周辺は降雨が多く、また上記の観光産業やコーヒー産業などの農業といった基幹産業があるため、タンザニアでは人口密度の高い地域となっている。

## 登山

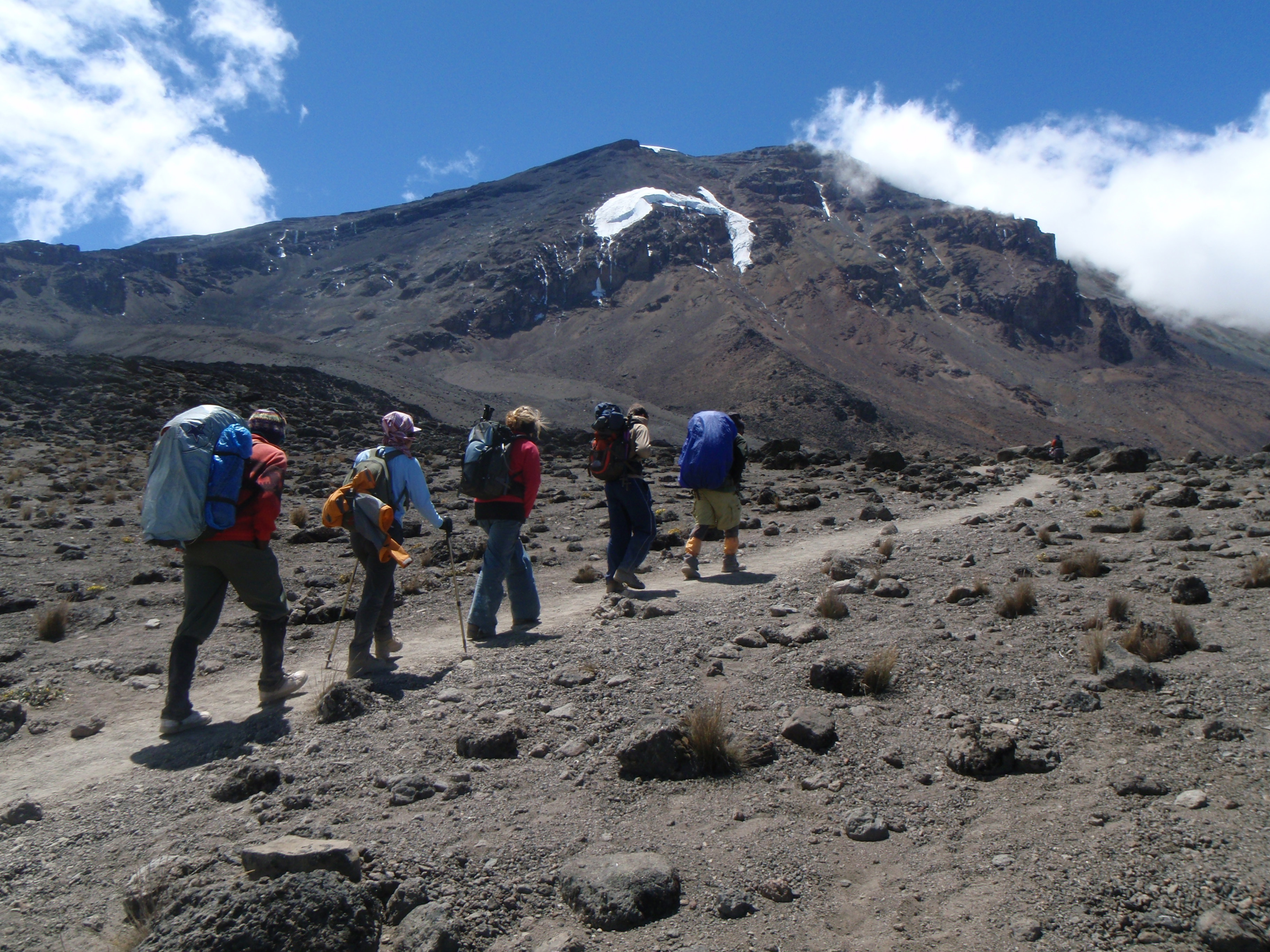
登山客

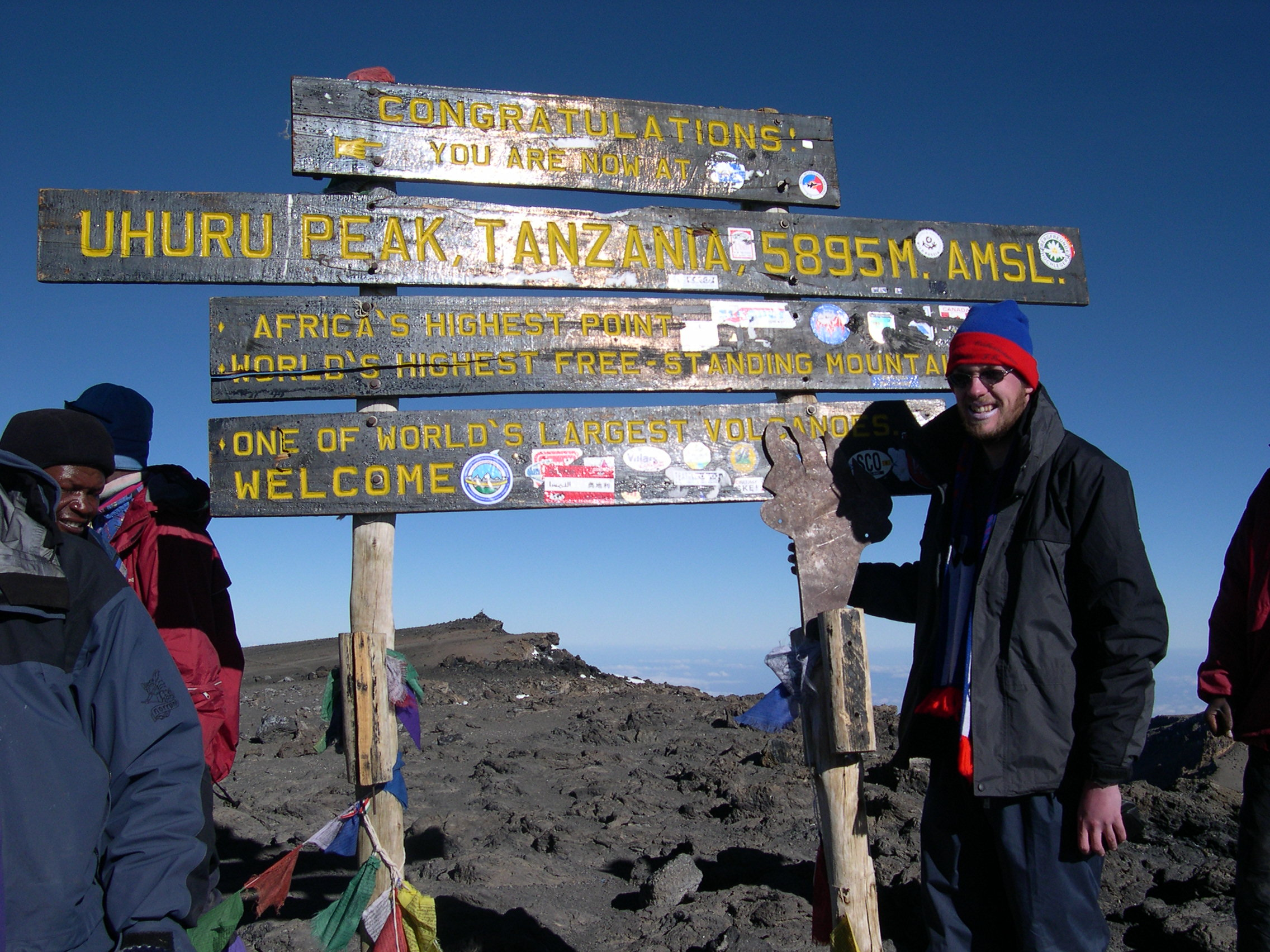
山頂票と登山客（Uhuru Peak）

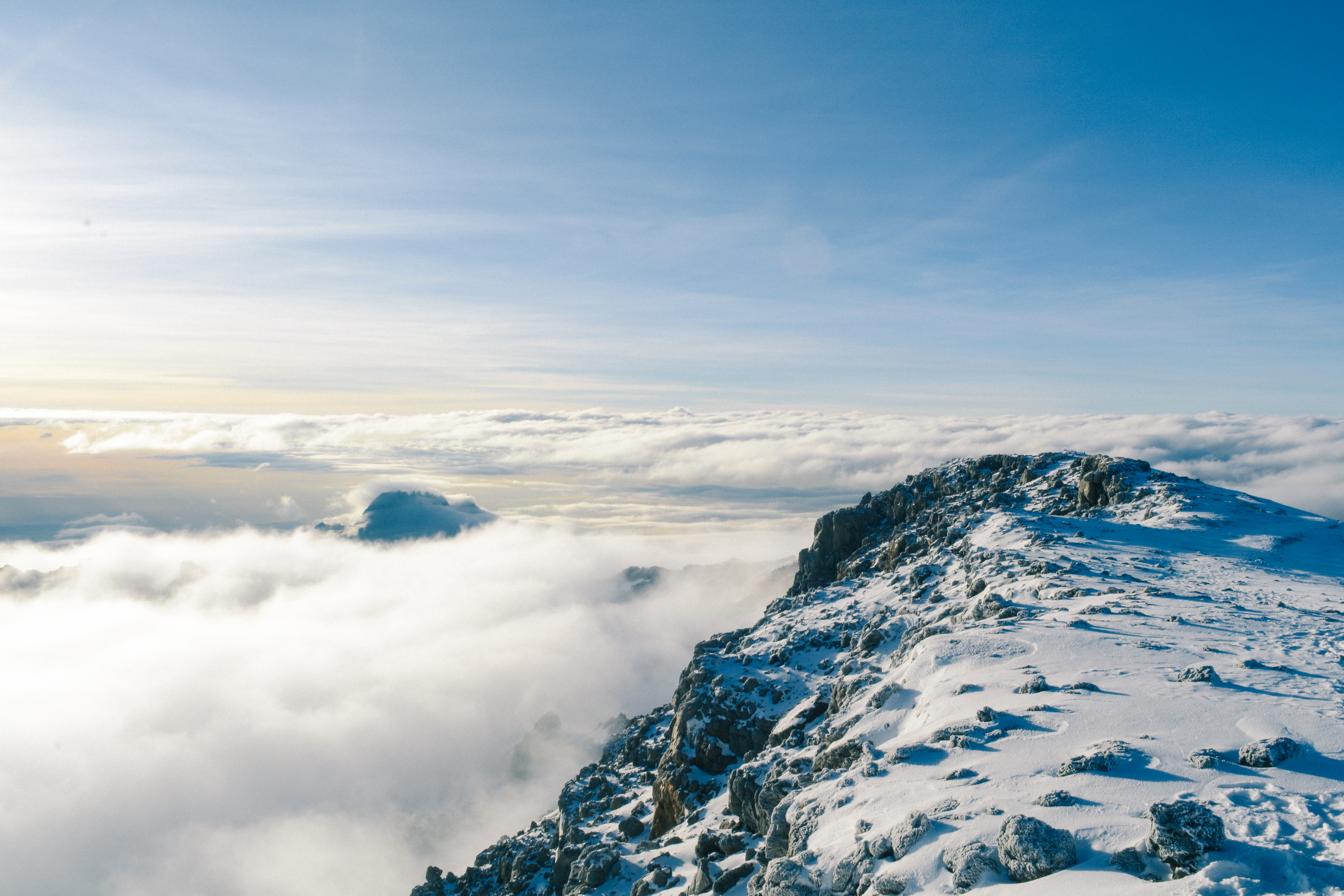
山頂からの眺め

七大陸最高峰の中では登山が容易な山である。傾斜も緩く、登山ルートも整備され、登山家のような高度な技術は必要ない。このため世界中から多くの登山者が訪れ、多いときには月に1000人近くが山頂を目指している。2004年には年間35000人が登山を試みた。しかし、標高5000 mを超える高峰であり、高山病や事故により、毎年数名の死者が出る。登山のベストシーズンは乾季に当たる12月から3月と、7月から9月となっている。
登山には、現地人ガイド同行が義務付けられている。ほとんどの場合、ガイド・ポーター・コックが同行するツアーに参加するようである。登山には定められた入園料がかり、2012年時点では、60ドルに設定されている。

### ルート
- ノーザン・サーキット・ルート[41] 日数：9日、長さ：90 km

北西部山麓のロンドロッシ村（2250 m）が起点。キリマンジャロで最も新しく開発された登山ルートである。山の北側全域を走る長いルートであるため時間がかかり、利用者は少ない。北側山麓をめぐるため、ルート全体にわたって眺望に恵まれる。
- レモショ・ルート[42][43]  日数：8日(−1)、長さ：56 km

西部山麓のレモショ村が起点。長い登山道のため利用者は少ない。森の中を通る。山麓を横切りバラフ・ハットへと向かうルートが分岐する。徐々に高度を上げていくため馴化に最適である。
- マチャメ・ルート[44][45] 日数：7日(−1)、長さ：49 km

南西部山麓のマチャメ村（1800 m）が起点。2番目に人気のあるルートである。森の中を走るルートで、馴化に適している。山麓を横切りバラフ・ハットへと向かうルートが分岐する。別名：ウィスキー・ルート。
- マラング・ルート[46][47] 日数：6日(−1)、長さ：64 km

南東部山麓のマラング村(1700 m)が起点。最も人気のあるルートである。4700 m地点までの長い区間は勾配がゆるやかであり、基本的な設備ももっとも整っている。森林やムーアの中を走るルート。6日間の日程は馴化には程よい期間である。
- ロンガイ・ルート[48][49] 日数：6日、長さ：65 km

北東部山麓からのルート。長い登山道で、利用者も少ない。あまり手を加えられておらず、眺めも良くなくキャンプ地も少ないが、馴化には適している。
- ウンブウェ・ルート[50] 日数：6日(−1)、長さ：37 km

南部山麓のウンブウェ村(1800 m)が起点。最も短いルートだが、急勾配で難所が続き、登頂にはかなりの体力が必要となる。森や険しい尾根を通る。山麓を横切りバラフ・ハットへと向かうルートが分岐する。馴化には向いていない。危険なルートである。

### 記録
- 最速登頂

キリマンジャロの最速登頂（登頂してから下山するまでの合計時間）はこの10年で3度塗り替えられている。まず、2006年2月22日にはタンザニアの登山ガイドであるSimon Mtuyが9時間21分を記録し、それまでの記録を塗り替えた。次いで、2010年9月29日にはスペインのトレイルランナーであるキリアン・ジョルネが7時間14分で記録を更新した。
そして2014年8月13日にはカール・エグロフがウンブウェ・ルートのゲートから頂上を経由してムウェカ・ルートのゲートに下りるまでの時間で往復6時間42分を記録し、新記録を樹立した。
- 最年少登頂

2018年10月22日　コルタン・タナー、6歳。登山には10歳以上の年齢制限があるが、必ずしもその通りには運用されていない。
- 最高齢登頂

2019年7月18日　アン・ロリマー、89歳
- 障害者による登頂

2012年1月15日　カイル・メイナード 　先天性四肢切断の障害者による登頂（自分の手足を使って自力で）

## アクセス
アルーシャとモシの間あたりにキリマンジャロ国際空港があり、ナイロビ、モンバサ、ダルエスサラーム、さらにはフランクフルトやアムステルダムなどから定期便がでている。アルーシャにはより小規模なアルーシャ空港があり、ザンジバル国際空港などからの定期便がある。
キリマンジャロ登山を目指す場合、キリマンジャロ麓の町、モシまたはアルーシャへ。両方の町には、ナイロビ、モンバサ、ダルエスサラームから定期バスがでている。かつてはキリマンジャロ山麓のモシおよびアルーシャまで、首都ダルエスサラームからタンガを経由してタンザニア鉄道の運営する鉄道が走っていたが、並行する道路の整備に伴い線路状況の悪い鉄道は利用者が急減し、1990年代前半までに旅客列車は廃止され、貨物列車が走るのみとなった。

## 神話
チャガ族に伝わる神話ではトネと言う名前の男が、一度ルワという名前の神を怒らせ、飢饉が生じたと伝えられている。人々はトネに怒り、トネは逃げざるを得なくなった。誰も彼を守ろうとはしなかったが、奇跡によってモノを牛に変える石を持っている隠者だけは彼を受け入れた。隠者はトネに決して牛小屋を開けてはならないと告げた。牛が逃げ出した時、トネはこの警告を忘れて、キボ峰とマウエンジ峰まで逃げる牛を追いかけていった。ついにトネはキボ峰で潰れてしまい、牛の追跡は終わった。

## その他

タンザニアの国章

キリマンジャロは、タンザニアのシンボルとして使用されることがある。タンザニアの国章には、下部にキリマンジャロがあしらわれ、国章の中央にあしらわれた盾と象牙を支えている。この盾そのものも、キリマンジャロ山をあらわしている。また、タンザニアの通貨であるタンザニア・シリングでは、2000シリング札においてライオンとキリマンジャロ山がデザインされている。
周辺に住むチャガ人はチャガ語を話すが、チャガ語は方言連続体であり、マチャメ語、ルワ語、ヴンジョ語、ロンボ語など多くの下位言語に分かれる。ただしタンザニアではスワヒリ語が公用語となっており、学校教育はじめスワヒリ語利用がかなり徹底されているため、周辺住民のほとんどはスワヒリ語を話すことができ、一帯の共通語となっている。

## キリマンジャロを題材とした作品
- アーネスト・ヘミングウェイ『キリマンジャロの雪』（原題:The Snows of Kilimanjaro）
  - 1936年に発表された小説。 1952年には映画化された（監督:ヘンリー・キング、主演:グレゴリー・ペック、エヴァ・ガードナー、スーザン・ヘイワード）。
- ウォルフ　シュタイン&ウォルフガング　ヤス『キリマンジャロ』
  - ドイツの音楽グループ「クスコ」が発表した楽曲。橋本祥路によって器楽合奏用に編曲されたものが教育芸術社版小学校5年生用音楽教科書に収録されている。